# Eschborn-Frankfurt 2021
L'Eschborn-Frankfurt 2021 fou la 58a edició de l'Eschborn-Frankfurt. Es disputà el 19 de setembre de 2021 sobre un recorregut de 187,4 km. La cursa formava part de l'UCI World Tour 2021.
El vencedor final fou el belga Jasper Philipsen (Alpecin-Fenix), que s'imposà a l'esprint a John Degenkolb (Trek-Segafredo) i Alexander Kristoff (UAE Team Emirates).

## Equips
Vint equips prendran part a la cursa: tretze WorldTeams i set UCI ProTeams.
| WorldTeams (13)- Bora-Hansgrohe - Lotto Soudal - UAE Team Emirates - Bahrain Victorious - Team BikeExchange - Jumbo-Visma - Israel Start-Up Nation - Trek-Segafredo - Team DSM - Intermarché-Wanty-Gobert Matériaux - AG2R Citroën Team - Cofidis - Movistar Team ProTeams (7)- Alpecin-Fenix - Uno-X Pro Cycling Team - Gazprom-RusVelo - B&B Hotels p/b KTM - Arkéa-Samsic - Sport Vlaanderen-Baloise - Bingoal Pauwels Sauces WB |
| |

## Classificació final
| \| Classificació general \| Classificació general \| Classificació general \| Classificació general \| Classificació general \| \| Corredor \| Corredor \| Equip \| Temps \| \| \| --------------------- \| --------------------- \| ---------------------------------- \| --------------------- \| --------------------- \| \| 1r \| Jasper Philipsen \| Alpecin-Fenix \| 4h 28' 03" \| \| \| 2n \| John Degenkolb \| Lotto-Soudal \| + 0" \| \| \| 3r \| Alexander Kristoff \| UAE Team Emirates \| + 0" \| \| \| 4t \| Andrea Pasqualon \| Intermarché-Wanty-Gobert Matériaux \| + 0" \| \| \| 5è \| Pascal Ackermann \| Bora-Hansgrohe \| + 0" \| \| \| 6è \| Iván García Cortina \| Movistar Team \| + 0" \| \| \| 7è \| Christophe Laporte \| Cofidis \| + 0" \| \| \| 8è \| Mike Teunissen \| Jumbo-Visma \| + 0" \| \| \| 9è \| Michael Matthews \| BikeExchange \| + 0" \| \| \| 10è \| Fred Wright \| Bahrain Victorious \| + 0" \| \| |                     |                                    |            |
| |                     |                                    |            |
| Font: ProCyclingStats |                     |                                    |            |
| Classificació general |                     |                                    |            |
| Corredor | Corredor            | Equip                              | Temps      |
| 1r | Jasper Philipsen    | Alpecin-Fenix                      | 4h 28' 03" |
| 2n | John Degenkolb      | Lotto-Soudal                       | + 0"       |
| 3r | Alexander Kristoff  | UAE Team Emirates                  | + 0"       |
| 4t | Andrea Pasqualon    | Intermarché-Wanty-Gobert Matériaux | + 0"       |
| 5è | Pascal Ackermann    | Bora-Hansgrohe                     | + 0"       |
| 6è | Iván García Cortina | Movistar Team                      | + 0"       |
| 7è | Christophe Laporte  | Cofidis                            | + 0"       |
| 8è | Mike Teunissen      | Jumbo-Visma                        | + 0"       |
| 9è | Michael Matthews    | BikeExchange                       | + 0"       |
| 10è | Fred Wright         | Bahrain Victorious                 | + 0"       |